# Crinale dell'Appennino parmense
Crinale dell'Appennino parmense este o arie protejată (arie specială de conservare — SAC, sit de importanță comunitară — SCI, arie de protecție specială avifaunistică — SPA) din Italia întinsă pe o suprafață de 5.281 ha, integral pe uscat.

## Localizare
Centrul sitului Crinale dell'Appennino parmense este situat la coordonatele 44°23′22″N 10°04′01″E / 44.389444°N 10.066944°E.

## Înființare
Situl Crinale dell'Appennino parmense a fost declarat arie de protecție specială avifaunistică în februarie 2004 pentru a proteja 2 specii de plante și 31 de specii de animale. Alte tipuri de protecție:
- sit de importanță comunitară (în septembrie 2006)
- arie specială de conservare (în mai 2020)[2][4][5]

## Biodiversitate
Situată în ecoregiunea continentală, aria protejată conține 30 de habitate naturale: Formațiuni ierboase bogate în specii de Nardus, dezvoltate pe substraturi silicioase în zone montane (și în zone submontane, în Europa continentală), Păduri de Castanea sativa, Pajiști carstice calcaroase sau bazofile, de Alysso-Sedion albi, Liziere de ierburi înalte hidrofile de câmpie și de nivel montan până la alpin, Pajiști boreale și alpine pe substrat silicios, Formațiuni de Juniperus communis pe lande sau pajiști calcaroase, Fânețe de joasă altitudine (Alopecurus pratensis, Sanguisorba officinalis), Grohotișuri silicioase de la nivelul montan până la nivelul zăpezii (Androsacetalia alpinae și Galeopsietalia ladani), Pante stâncoase silicioase cu vegetație casmofită, Izvoare petrifiante cu formare de travertin (Cratoneurion), Păduri de fag Asperulo-Fagetum, Păduri de fag din Apenini cu Abies alba și păduri de fag cu Abies nebrodensis, Pajiști calaminariene cu Violetalia calaminariae, Pajiști alpine și subalpine calcaroase, Pajiști alpine și boreale, Pajiști cu Molinia pe soluri calcaroase, turboase sau argilos-nămoloase (Molinion caeruleae), Pajiști uscate seminaturale și facies de acoperire cu tufișuri pe substraturi calcaroase (Festuco-Brometalia) (* situri importante pentru orhidee), Lacuri eutrofice naturale cu vegetație de tip Magnopotamion sau Hydrocharition, Mlaștini alcaline, Păduri aluvionare cu Alnus glutinosa și Fraxinus excelsior (Alno-Padion, Alnion incanae, Salicion albae), Păduri de fag Luzulo-Fagetum, Roci stâncoase cu vegetație pionieră de Sedo-Scleranthion sau Sedo albi-Veronicion dillenii, Grohotișuri termofile și vest-mediteraneene, Păduri de fag din Apenini cu Taxus și Ilex, Pante stâncoase calcaroase cu vegetație casmofită, Ape puternic oligomezotrofe cu vegetație bentonică cu Chara spp., Râuri de munte și vegetația lor lemnoasă cu Salix elaeagnos, Pajiști uscate europene, Mlaștini turboase de tranziție și turbării mișcătoare, Ape stătătoare oligotrofe până la mezotrofe, cu vegetație de Littorelletea uniflorae și/sau de Isoëto-Nanojuncetea.
La baza desemnării sitului se află mai multe specii protejate:
- plante (2): Asplenium adulterinum, Primula apennina
- păsări (22): fâsă-de-câmp (Anthus campestris), fâsă de pădure (Anthus trivialis), acvilă de munte (Aquila chrysaetos), caprimulg (Caprimulgus europaeus), cojoaica de pădure (Certhia familiaris), lăstun de casă (Delichon urbicum), șoim călător (Falco peregrinus), muscar-gulerat (Ficedula albicollis), cocor (Grus grus), rândunică (Hirundo rustica), sfrâncioc roșiatic (Lanius collurio), ciocârlie de pădure (Lullula arborea), privighetoare (Luscinia megarhynchos), mierlă de piatră (Monticola saxatilis), muscar sur (Muscicapa striata), pietrar sur (Oenanthe oenanthe), viespar (Pernis apivorus), codroșul de pădure (Phoenicurus phoenicurus), pitulice sfârâitoare (Phylloscopus sibilatrix), silvie de zăvoi (Sylvia borin), fluturașul de stâncă (Tichodroma muraria), pupăză (Upupa epops)
- amfibieni (1): Triturus carnifex
- mamifere (4): liliac cârn (Barbastella barbastellus), lupul (Canis lupus), liliac cu aripi lungi (Miniopterus schreibersii), liliacul mare cu potcoavă (Rhinolophus ferrumequinum)
- nevertebrate (2): Austropotamobius pallipes, Euplagia quadripunctaria
- pești (2): Barbus caninus, Telestes muticellus

Pe lângă speciile protejate, pe teritoriul sitului au mai fost identificate 36 de specii de plante, 4 specii de amfibieni, 7 specii de mamifere, 4 specii de nevertebrate, 3 specii de reptile.